# Olivier Chiacchiari
Olivier Chiacchiari, né le 25 janvier 1969 à Genève, est un dramaturge suisse d'origine italienne.

## Biographie
Olivier Chiacchiari naît le 25 janvier 1969 à Genève. Naturalisé suisse, il est fils d'immigrés italiens et possède la nationalité italienne,. Son père est ouvrier.
Il fait un apprentissage de graphiste et suit une formation de comédien au Conservatoire populaire de Genève de 1985 à 1990. Préférant rester dans l'ombre que s'afficher sur scène, il met fin à cette activité de comédien pour se concentrer sur l'écriture.
Il est l’auteur d'une vingtaine de pièces de théâtre, dont plusieurs ont été créées en Suisse, notamment à la Comédie de Genève où elles sont mises en scène par Claude Stratz, et en France au Festival d'Avignon,. Certaines d'entre elles ont été traduites en allemand, en italien et en polonais notamment. Il écrit également pour la radio, la télévision et le cinéma, en particulier pendant sa pause de cinq ans dans l'écriture théâtrale entre 1998 et 2003. C'est d'ailleurs la Radio suisse romande qui diffuse ses premières œuvres avant qu'elles ne fassent l'objet de lectures publiques, les théâtres les ignorant pendant sept ans. Il écrit sa première pièce, Le briquet, en 1990.
Son style est qualifié de satirique, et de politique et ses qualités de dialoguiste sont reconnues.
Il est le lauréat de divers prix littéraires, notamment le Prix Welti (de) 2007 pour La Mère et l'enfant se portent bien, le Prix de la Société genevoise des écrivains en 1998 pour La Cour des Petits,, et le prix du dialogue au Festival du film de Soleure en 1997 pour Sale Histoire de Frédéric Landenberg,. Il est également récipiendaire de la bourse d'aide genevoise à l'écriture en 1998 pour La Preuve du contraire.
Parallèlement à ses activités littéraires, il exerce la profession de graphiste à la Tribune de Genève,.
Il est père d'un enfant et habite à Genève.

## Publications
- Les Lois sur marché : Opéra-bouffe, Vevey, Éditions de l'Aire, octobre 2013, 108 p. (ISBN 9782940478903)[22],[23]
- Prudence : Sicher ist sicher, Theater der Zeit, février 2008[24]
- La Mère et l'enfant se portent bien, L'Aire, 2006 (lire en ligne)[25]
- La Preuve du contraire, Zoé, 2003 (lire en ligne)[26]
- Les Passeurs, in De Mémoire d'ondes : Mémoire et résistance à toutes les formes d'infamie, Lansman, 2000[27]
- La Cour des Petits suivi de Sale Histoire, Chêne-Bourg, Éditions Zoé, 1998 (ISBN 978-2881823442, lire en ligne)
- Le Drame, Chêne-Bourg, Éditions Zoé, 1er janvier 1997 (ISBN 978-2881822988, lire en ligne). Il s'agit d'une « farce amère autour d'un cercueil »[1].
- 10 - Le Livre des Machines, suivi de Nous le sommes tous, L'Âge d'Homme, 1996 (ISBN 978-2825108109)[28]

## Pièces de théâtre
- À la recherche de l'Oiseau bleu, réécriture de la pièce de Maurice Maeterlinck, 2021, mise en scène Laurence Iseli et Corinne Grandjean[29]
- Le Livre des Machines - Nous le sommes tous, 2019, mise en scène de Jean-Philippe Hoffman[30],[31]
- Le Rêve de Peer Gynt, 2018, mise en scène par Laurence Iseli[32],[33]
- Lettre à Élise, 2017, mise en scène par Isabelle Renaut[34],[35]
- Le Roi tout nu, 2015, mise en scène d'Isabelle Matter[36],[37]
- Les Lois du marché, 2013, mise en scène de Guy Jutard[38],[39]
- Le Temps des sirènes, 2013, mise en scène de Carlos Diaz[40],[41]
- Le Vilain petit mouton, 2011, mise en scène de Guy Jutard[21],[42]
- Prudence - Sicher ist sicher, 2010 à Vienne, mise en scène de Josef Maria Krasanovsky[43]
- Nuit d'éveil, 2009, spectacle écrit pour le 450e anniversaire de l'Université de Genève, mise en scène de Fredy Porras[44],[45]
- La Mère et l'enfant se portent bien, 2006, mise en scène de David Bauhofer[46]
- La Cour des petits, 2006, mise en scène de Guy Jutard[47],[48]. La pièce porte sur la « politique culturelle d'un pays modeste »[1].
- La Preuve du contraire, 2003, mise en scène de Fredy Porras[49],[50] ; 2022, à Florence (La Prova contraria, trad. Daniel Bilenko), mise en scène de Andrea Bruno Savelli[51]. La pièce est un « jeu de symétrie sur la trahison »[1].
- Sa Majesté des mouches, 1998, adaptation du roman de William Golding, mise en scène de Claude Stratz[52]

## Scénarios
- Pas de panique, 2006, comédie TV de Denis Rabaglia[53]
- Hors-jeu, 1999, feuilleton radiophonique de 16 épisodes diffusé sur Espace 2, réalisé par Jean-Michel Meyer[54],[55]. L'histoire est celle de la marginalisation d’un cadre licencié[1].